# Embassy of Silence
Embassy of Silence ist eine finnische Heavy-, Power- und Progressive-Metal-Band aus Riihimäki, die 2007 gegründet wurde.

## Geschichte
Während Ines Lukkanen 2007 als Gastsängerin für das Saattue-Album Jäähyvästi Aufnahmen anfertigte, beschloss sie mit dem Gitarristen und Keyboarder der Band Tero Kalliomäki an gemeinsamen neuen Liedern zu schreiben, woraufhin Embassy of Silence entstand. Daraufhin wurde im November 2007 ein erstes Demo im D-Studio eingespielt. Anfang 2008 erschien es unter dem Namen Wendigo Winter und besteht aus den Songs Lilith Aether, Passion and Savagery und Void. Ein paar Lieder davon wurden von nationalen Radiostationen gespielt. 2008 begab sich das Duo zusammen mit dem Schlagzeuger Mikael Ahlsten und dem Bassisten Samu Lahtinen ins Studio, um vier weitere Lieder aufzunehmen, die die EP Pristine bildeten. Als weiterer Gitarrist kam danach Harri Lampinen hinzu. Alle Mitglieder, bis auf Lukkanen, waren zu diesem Zeitpunkt auch Mitglieder von Saattue. Durch einen Auftritt zusammen mit Dotma stieß deren Keyboarder Harri Koskela zur Besetzung von Embassy of Silence. 2009 wurde das selbstfinanzierte Debütalbum Euphorialight im D-Studio mit Jarno Hänninen aufgenommen, das elf Lieder enthält. Im selben Jahr wurde Mikael Ahlsten durch Jaakko Hauru ersetzt und gegen Ende des Jahres verließ Lampinen aus Zeitmangel die Gruppe. Im Herbst wurde das Debütalbum im Stockholmer Cutting Room von Björn Engelmann gemastert. Das Album wurde 2010 bei Supernova Records veröffentlicht, wobei als Single Soul-Broken ausgekoppelt wurde. Es wurde an verschiedene Labels mit dem Promovideo Into the Euphorialight versandt. Durch die bandeigene Myspace-Präsenz wurde Johnny Hagel von Bonnier Amigo Music Group auf die Band aufmerksam und wollte sie für ein neues Sublabel, das sich auf Metal und Rock konzentrieren sollte, unter Vertrag nehmen. Zusammen mit dem Bandmanager Matti Remes wurde daraufhin ein Vertrag ausgehandelt. Die Band verbrachte bis Februar 2010 mit dem Vorsprechen von verschiedenen Gitarristen, die den ausgeschiedenen Lampinen ersetzen sollten, ehe mit Jarno Suodenjoki ein passender Ersatz gefunden wurde. Nach einem Jahr voller Auftritte begann die Band mit den Aufnahmen und dem Schreiben neuer Songs, woraufhin im Sommer 2012 das Album Antler Velvet erschien – nicht bei einem Sublabel von Bonnier Amigo Music Group, sondern bei dem britischen Label Ravenheart Music. Im Sommer 2013 steuerte die Band die Hymne der American-Football-Weltmeisterschaft der Frauen bei. Den Song spielte die Gruppe auch am Ende ihres Auftritts auf dem Festival Riihimäki Rock. 2014 ging es zusammen mit Dying Passion auf Tournee durch Tschechien, ehe im August 2015 das dritte Album Verisimilitude erschien. Das Album erreichte Platz 42 der finnischen Albumcharts. Danach ging es auf eine kleine Tour durch Europa, die neun Auftritte umfasste, in Polen begann und in Deutschland aufhörte.

## Stil
Tony Cannella von femmemetalwebzine.net schrieb in seiner Rezension zu Euphorialight, dass er die Band eher dem melodischen Metal als dem Gothic Metal zuordnen würde. Neben Einflüssen aus letzterem Genre nehme sich die Gruppe auch Elemente aus dem Progressive Metal und dem klassischen Metal. Craig Hartranft von dangerdog.com merkte in seiner Rezension zu Hang Me High an, dass die Gruppe wenig innovativen traditionellen, melodischen Heavy Metal spielt, mit gelegentlichen Ausflügen in den Power Metal und den Symphonic Metal. Am hervorstechendsten für ihn war Lukkanens Gesang, der kraftvoll und abwechslungsreich sei. Thomas Becker von Powermetal.de gab in seiner Rezension zu Verisimilitude an, dass Einflüsse aus der Popmusik erkennbar sind. Jedoch streue die Gruppe auch immer wieder progressive Breaks ein. Viele Songs seien mit „manchmal bratig-metallischen Gitarren, aber auch Keyboard- und Orgel-Sounds, variantenreichen Song-Aufbauten und einem gewissen ABBA-Feeling“ versehen.

## Diskografie
- 2008: Wendigo Winter (Demo, Eigenveröffentlichung)
- 2008: Pristine (EP, Eigenveröffentlichung)
- 2010: Euphorialight (Album, Supernova Records)
- 2012: Antler Velvet (Album, Ravenheart Music)
- 2015: Hang Me High (Single, Eigenveröffentlichung)
- 2015: Verisimilitude (Album, Inverse Records)